# نادي الجليل (الأردن)
الجليل هو نادي كرة قدم مقره في مدينة إربد، الأردن، تأسس عام 1953. وينافس في الدوري الأردني. تم تشكيل النادي من قبل مخيم للاجئين الفلسطينيين في إربد، و سمّي على اسم أرض الجليل في فلسطين.